# 茂庭照幸
茂庭照幸（日语：茂庭照幸，1981年9月8日—），日本職業足球員，也是前日本國家足球隊成員。

## 球會生涯
茂庭照幸於1981年9月8日出生于厚木。1999年，他从青年队加入 J1 联赛俱乐部湘南美海（后来的湘南比馬）。虽然他从第一个赛季开始就作为中后卫参加了很多比赛，但俱乐部最终排名垫底，降入 J2 联赛。2001年夏天，他成为正式球员。
2002年，茂庭照幸转会至 J1 俱乐部 FC东京。2006年之前，他一直作为中后卫随让队出战多场比赛。该俱乐部在2004年赢得了聯賽杯冠军，这也是俱乐部历史上的第一个重要冠军。但从 2007 年开始，他因伤出场的机会减少，2009年赛季他只参加了9场比赛。

## 日本國家足球隊
从2003年到2006年，他共为日本國家足球隊出场9次，打进1球。

## 成績
| 日本國家足球隊 | 日本國家足球隊 | 日本國家足球隊 |
| 年             | 出場           | 入球           |
| -------------- | -------------- | -------------- |
| 2003           | 2              | 0              |
| 2004           | 1              | 0              |
| 2005           | 4              | 1              |
| 2006           | 2              | 0              |
| 總和           | 9              | 1              |

## 外部連結
- National Football Teams （页面存档备份，存于）
- Japan National Football Team Database